# Декларація
Деклара́ція — документ, офіційна заява, де проголошуються основні принципи зовнішньої та внутрішньої політики держави чи програмні положення партій та організацій.
Декларації за участью двох або більше держав, якщо вони створюють для сторін взаємні права й обов'язки, є міжнародними договорами, у яких сторони декларують, заявляють про спільні принципи, цілі та наміри, взаємні права й обов'язки. Декларації використовують також як допоміжні стосовно основного договору акти. За їхньою допомогою сторони роз'яснюють зміст договору, тлумачать, доповнюють або зміцнюють його. Декларація може бути офіційним додатком до договору.